# هلمی اوپروس
هلمی اوپروس (انگلیسی: Helmi Üprus; ۱۵ اکتبر ۱۹۱۱ – ۲۷ اوت ۱۹۷۸) تاریخ‌نگار معماری و مطالعات تاریخ هنر اهل استونی بود. او در زبان‌های رومی آموزش دید، زبان انگلیسی و قوم‌نگاری را مطالعه کرد و در سال ۱۹۳۶ موفق به اخذ مدرک کارشناسی ارشد در تاریخ هنر از دانشگاه تارتو شد. او در موزه ملی استونی مشغول به کار شد و در نهایت به ریاست بخش تاریخ فرهنگی آنجا رسید و به پژوهش در زمینه هنر عامیانه پرداخت. در سال ۱۹۴۷، در مؤسسه تاریخ وابسته به آکادمی علوم استونی مشغول به کار شد، اما در سال ۱۹۵۰ تحت استالینیسم مورد آزار و اذیت قرار گرفت و از کار برکنار شد. او تا زمان مرگ ژوزف استالین در کارخانه‌ای مشغول به کار بود. از سال ۱۹۵۳، او به عنوان کارشناس ارشد معماری و تاریخ در خدمات دولتی مرمت بناهای تاریخی مشغول شد.
اوپروس معماری را با رویکرد مطالعات میان‌رشته‌ای بررسی می‌کرد که هم به کارکرد بناها و هم به ویژگی‌های طبیعی آنها در ارتباط با ساخت‌وساز و اهمیت فرهنگی توجه داشت. اگرچه در دوران نیکیتا خروشچف حفاظت و مرمت بناهای تاریخی در اولویت نبود، اما تلاش‌های جامع او برای کشف تاریخ معماری مرکز قرون‌وسطایی تالین و توسعه یک طرح حفاظتی، در نهایت در سال ۱۹۶۶ به تصویب رسید. این طرح شامل حفاظت از بناهای تاریخی، ایجاد مناطق ویژه برای تأمین نیازهای جامعه محلی و محدودیت در تردد و گردشگری بود. این منطقه نخستین ناحیه حفاظت‌شده دارای حمایت قانونی در اتحاد جماهیر شوروی بود و الگویی برای پروژه‌های حفاظتی بعدی در جمهوری‌های شوروی شد. او در سال‌های ۱۹۶۷ و ۱۹۸۰ به خاطر انتشار آثارش در زمینه تاریخ هنر و معماری استونی، برنده جایزه استونیای شوروی شد و در سال ۱۹۷۴ نیز جایزه انجمن پژوهشگران و متصدیان هنری استونی را دریافت کرد. در سال‌های ۱۹۷۵ و ۱۹۷۷، به همراه سایر نویسندگان، جایزه دولتی اتحادیه هنرمندان شوروی را برای دو جلد از مجموعه‌ای دربارهٔ تاریخ هنر استونی تا سال ۱۹۴۰ دریافت کرد. اوپروس در سال ۱۹۷۸ درگذشت و کار او برای تهیه فهرست‌برداری از عمارت‌های استونی، توسط تیمی که تحت نظارت او بود، به سرانجام رسید.

## اوایل زندگی و تحصیلات
هلمی اوپروس در ۱۵ اکتبر ۱۹۱۱ در ویلیاندی، واقع در فرمانداری لیوونی از امپراتوری روسیه متولد شد. پدر و مادر او آن (با نام خانوادگی اندرسون یا آندریوسوف) و یاک اوپروس بودند. پدرش رهبر گروه موسیقی بادی در ریدایا بود. او سه خواهر و برادر بزرگتر به نام‌های ادوارد، ولدمار و هیلدا داشت. زمانی که استونی از روسیه استقلال یافت، او در دبیرستان به یادگیری زبان‌های رومی مشغول بود. اوپروس در سال ۱۹۲۹ با رتبه cum laude از گیمنازیوم در ویلیاندی فارغ‌التحصیل شد و در سال ۱۹۳۰ تحصیل فلسفه را در دانشگاه تارتو آغاز کرد. مادرش در سال ۱۹۳۴ درگذشت. اوپروس زیر نظر استاد تاریخ هنر سوئدی، استن کارلینگ, به همراه ویلم رام که بعدها در حوزه تاریخ هنر و معماری و حفاظت آنها فعالیت می‌کرد، تحصیل نمود. او در سال ۱۹۳۶ تحصیلاتش را به پایان رساند و مدرک کارشناسی ارشد در تاریخ هنر و همچنین مدرکی در زبان‌های فرانسوی، ایتالیایی و اسپانیایی، به همراه گرایشی در قوم‌نگاری و زبان انگلیسی دریافت کرد.

## حرفه
پس از فارغ‌التحصیلی، اوپروس در موزه ملی استونی مشغول به کار شد. او ابتدا به عنوان دبیر علمی موزه فعالیت کرد و سپس به ریاست بخش تاریخ فرهنگی آنجا رسید. پژوهش‌های او در این دوره عمدتاً به هنر عامیانه اختصاص داشت. یکی از پروژه‌های او مربوط به فهرست‌برداری و عکاسی از بناهای تاریخی در کورساره در سارما بود، و برخی دیگر به بررسی آثار نقره‌کاران، سنگ‌نوشته‌ها و تصاویر شعر کالویپوئگ مربوط می‌شد. او در سال ۱۹۴۷ در پژوهشکده تاریخ وابسته به آکادمی علوم استونی که پس از اشغال کشورهای بالتیک توسط شوروی (۱۹۴۰) تغییر ساختار یافته بود، مشغول به کار شد. با این حال، در سال ۱۹۵۰ تحت استالینیسم از کار برکنار شد و مدارک تحصیلی او لغو گردید و به مدت سه سال در کارخانه‌ای مشغول به کار بود.
وقتی استالین در سال ۱۹۵۳ درگذشت، اوپروس به عنوان متخصص ارشد معماری و تاریخ در خدمات دولتی مرمت بناهای یادبود منصوب شد. طبق گفته پژوهشگر اولف سودر، رویکرد او به مرمت «آینده گذشته» بود، به این معنی که میراث فرهنگی باید به گونه‌ای حفظ شود که بتواند در آینده نیز باقی بماند. دیدگاه‌های او با سیاست‌های نیکیتا خروشچف در تضاد بود، چراکه خروشچف بودجه‌های مرمت را به عنوان اتلاف منابع دولتی حذف کرد و به جای آن، توسعه‌های کم‌هزینه مبتنی بر ساخت‌وسازهای پیش‌ساخته با پنل‌های بزرگ را ترجیح می‌داد. در اواخر دهه ۱۹۵۰، رژیم شوروی به شهروندان اجازه داد به سایر جمهوری‌های شوروی و تعداد محدودی از مکان‌های غیر شوروی سفر کنند. در سال ۱۹۶۹، اوپروس در یک سمینار دربارهٔ پروژه‌های مرمت در آلمان شرقی شرکت کرد و در سال بعد در یک کنفرانس مشابه در ایتالیا حضور یافت. او در یک کنفرانس در سال ۱۹۷۱ در لوبک، آلمان غربی، مقاله‌ای دربارهٔ احیای مرکز شهر تالین ارائه کرد و در سال ۱۹۷۲ به سمپوزیوم ایکوموس (ICOMOS) در ویلنیوس، لیتوانی، سفر کرد.

## پژوهش
به دلیل پیشینه آموزشی‌اش، اوپروس تحت تأثیر هیچ سبک یا فلسفه معماری خاصی قرار نداشت. با استفاده از مطالعات خود در زمینه هنر، قوم‌نگاری و تاریخ، رویکردی مطالعات میان‌رشته‌ای را اتخاذ کرد. هنگام ارزیابی معماری، عواملی مانند ویژگی‌های طبیعی و جنبه‌های کارکردی پشت یک سازه و محیط آن را بررسی می‌کرد. این روش کاملاً جدیدی برای ارزیابی ساختمان‌های قرون‌وسطایی در استونی بود و تحقیقات او نشان داد که به دلیل عوامل مختلفی که بر ساخت‌وساز تأثیر گذاشته‌اند، هیچ سبک غالبی وجود ندارد. او با تمرکز ویژه بر ساختمان‌های عمومی، سازه‌هایی مانند عمارت اربابی در کولگا؛ قلعه هرمن و باروهای ناروا در ناروا؛ عمارت اربابی در سائو؛ آسیاب اسبی، خانه سرسیاه‌ها؛ صومعه سنت کاترین، تالین و رائاپتیک در تالین؛ و همچنین کلیسای کوچک تلر، کلیسای جامع دورمیشِن، تارتو و ساختمان اصلی دانشگاه تارتو و رصدخانه قدیمی دانشگاه تارتو در تارتو را مورد مطالعه قرار داد. اوپروس فصل‌های بسیاری را برای دانشنامه‌های استونیایی و شوروی در زمینه تاریخ هنر و معماری نوشت. او همچنین آثار هنرمندان معاصر را تحلیل کرد، از جمله آدو واببه، که آثار او در کتاب اوپروس در سال ۱۹۷۶ با عنوان Päikesemängud (بازی‌های خورشیدی) مورد بررسی قرار گرفت.
در دهه‌های ۱۹۵۰ و ۱۹۶۰، اوپروس مرکز بخش قدیمی تالین را تجزیه و تحلیل کرد. او و رین زوبل مسئول مستندسازی دقیق شهر قرون‌وسطایی و تهیه یک استراتژی برای حفظ و توسعه شهری بودند. کار آنها منجر به تعیین این منطقه به عنوان یک منطقه حفاظت‌شده دولتی در سال ۱۹۶۶ شد، که اولین مورد از این نوع در اتحاد جماهیر شوروی بود و به عنوان الگویی برای پروژه‌های بعدی عمل کرد. در تلاش برای بازسازی این منطقه، او یک برنامه جامع برای حفظ ساختمان‌های تاریخی ارائه کرد که به منطقه‌بندی کارکردی و نوسازی شهری نیز توجه داشت. ایده‌های او شامل محدود کردن توسعه‌هایی بود که باعث افزایش ترافیک و جذب گردشگران می‌شدند، در عوض، تمرکز او بر رستوران‌ها و کافه‌های کوچک با فضاهایی بود که برای جمعیت محلی خدمات ارائه می‌کردند. در سال ۱۹۶۷، اوپروس، هارالد آرمان و دیگر پژوهشگران، جایزه جایزه استونیای شوروی (جایزه استونی شوروی) را در بخش تاریخ‌نگاری هنری برای اثرشان تاریخ معماری استونی دریافت کردند. بیشتر فصل‌های این کتاب توسط اوپروس و ولدمار واگا نوشته شده بود.
در سال ۱۹۷۵، اوپروس توسط انجمن دانشمندان هنر و متصدیان استونی به دلیل مقاله‌ای که در نشریه ساخت‌وساز و معماری منتشر شده بود، با دریافت جایزه سالانه ۱۹۷۴ مورد تقدیر قرار گرفت. او با دیگر ویراستاران همکاری کرد تا جلد اول، بخش‌های ۱ و ۲ از کتاب تاریخ هنر استونی را که در سال‌های ۱۹۷۵ و ۱۹۷۷ منتشر شد، تهیه کند. بخش اول به هنر تا اواسط قرن نوزدهم و بخش دوم به هنر تا سال ۱۹۴۰ می‌پرداخت. مشارکت‌های اوپروس شامل مقالاتی دربارهٔ هنر عامه، معماری کلاسیک و معماری و سنگ‌تراشی دوران معماری رنسانس و معماری باروک بود. در سال ۱۹۷۷، تمامی نویسندگانی که در این پروژه مشارکت داشتند، جایزه دولتی اتحادیه هنرمندان اتحاد جماهیر شوروی را برای هر دو بخش دریافت کردند. اوپروس سال قبل از درگذشتش نوشت: «در زندگی‌ام سه پروژه بزرگ داشته‌ام: تاریخ معماری استونی، بازسازی بخش قدیمی تالین و اکنون معماری املاک اربابی. اگر بتوانم دومی را تکمیل کنم، کار زندگی‌ام به انجام رسیده است».
اوپروس به درخواست فردی-آرمان تامپس که در دهه ۱۹۷۰ هدایت بازسازی املاک در پارک ملی لاهما را بر عهده داشت، فهرست‌بندی خانه‌های اربابی استونی را آغاز کرد. زمانی که او در سال ۱۹۷۵ گردآوری این فهرست را آغاز کرد، تنها اطلاعات پراکنده‌ای دربارهٔ املاک ساخته‌شده در دوره استونی تحت سلطه سوئد، که توسط گوستاو رنگ تهیه شده بود، و مطالعه‌ای دربارهٔ ۱۵۰ عمارت استونی که توسط مورخ معماری لتونیایی هاینز پییرانگس در پژوهش خود دربارهٔ املاک بالتیک گردآوری شده بود، وجود داشت. اوپروس و تیمش با استفاده از نقشه‌های توپوگرافی مربوط به پیش از جنگ جهانی اول و یک فهرست آدرس، مجبور بودند نام‌های مکان‌های آلمانی، استونیایی و روسی را مقایسه کنند تا فهرستی از ۲۲۶۷ خانه اربابی تهیه کنند. اگرچه او گزارش‌ها و مقالاتی دربارهٔ پیشرفت تحقیقات خود منتشر کرد، اما درگذشت ناگهانی‌اش باعث شد که یوهان مایسته مسئولیت گردآوری یک تیم برای تکمیل این پروژه را بر عهده بگیرد.

## یادداشت
1. ↑  تاریخ‌های ارائه‌شده در این مقاله بر اساس منابع هستند و ممکن است با گاه‌شماری میلادی مطابقت نداشته باشند. روسیه تا فوریه ۱۹۱۸ از گاه‌شماری ژولینی استفاده می‌کرد. نویسندگانی که از سبک قدیمی و سبک جدید گاه‌شماری میلادی استفاده کرده‌اند، ممکن است تفاوت یازده‌روزه برای قرن بیستم را لحاظ کرده باشند.
2. ↑  استونی در سال ۱۹۲۰ از روسیه مستقل شد.
3. ↑  نام این اداره بارها تغییر کرد. هنگامی که او استخدام شد، این نهاد با نام Teaduslik Restaureerimise Töökoda (کارگاه علمی مرمت) شناخته می‌شد و بعدها به Vabariiklik Restaureerimisvalitsus (هیئت ملی مرمت) تغییر نام داد، در تمام دوران فعالیت او.
4. ↑  در لیتوانی، مرکز قرون‌وسطایی ویلنیوس از سال ۱۹۵۶ برای مرمت در نظر گرفته شده بود؛ اما هیچ قانونی برای مشخص کردن وضعیت یک منطقه حفاظت‌شده یا قوانین مربوط به حفظ یا مرمت و محدودیت‌های ساخت‌وساز جدید تدوین نشد.